# Jörg Gail
Jörg Gail ur. 1520, zm. 1584) – nauczyciel i notariusz z Augsburga. Był autorem pierwszego wydrukowanego (samodzielnie) podróżnego przewodnika po ówczesnym Świętym Cesarstwie Rzymskim. Podręcznik nosił tytuł "Ein neuwes nützliches Raißbüchlin" (Nowa pożyteczna książka podróżna) Augsburg 1563.

## Twórczość
Jörg Gail, Ein neuwes nützliches Raißbüchlin (Nowa pożyteczna książka podróżna), Augsburg 1563